# Curtiembre (Entre Ríos)
Curtiembre é uma junta de governo da província de Entre Ríos, na Argentina.